# Villa di Mercatale
La Villa di Mercatale si trova in via Provinciale di Mercatale a Vinci (FI).
In luogo detto Mercatale, a pochi chilometri da Vinci, è documentata fin dal XVII secolo una residenza signorile con annesso oratorio.
Come il complesso di Dianella, al quale era collegata tramite il "viottolo del poggione", la villa fu proprietà della famiglia Fucini.
Circondato da un ampio giardino, attualmente il complesso è di proprietà della famiglia Ghezzi.